# 15360 Moncalvo
15360 Moncalvo (tên chỉ định: 1996 CY7) là một tiểu hành tinh vành đai chính. Nó được phát hiện bởi Maura Tombelli và Giuseppe Forti ở Đài thiên văn vật lý thiên văn Asiago gần Asiago, Italy, ngày 14 tháng 2 năm 1996. Nó được đặt theo tên thành phố thuộc Moncalvo ở vùng Piedmont thuộc Italy.